# ウルバン・ヤーネ

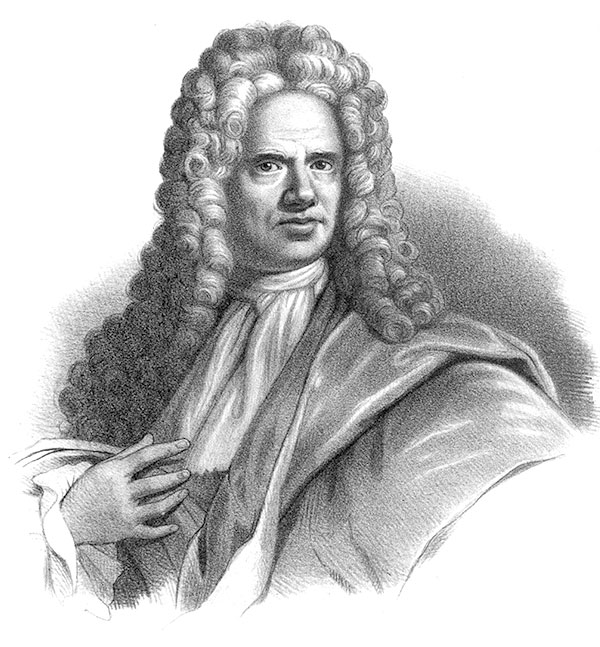
ウルバン・ヤーネ

ウルバン・ヤーネ(Urban Hjärne、1641年12月20日 - 1724年3月10日）は、スウェーデンの医学者、作家、自然科学者である。
イングリアのNyen（現在はサンクトペテルブルクに属する）に生まれた。初めドルパト大学で学んだが、戦争によりスウェーデン領に逃れウプサラ大学で医学を学んだ。1667年にオランダで移り、数年を当時医学の先進地で学び、1670年にフランスのAngersで医師となった。1678年にスウェーデンのムータラに理想的な鉱泉であるメデヴィの鉱泉を見つけ、ヤーネの指揮で、医療や保養の地として栄えさせた。ヤーネは200人を収容する病院と修道院をたてた。メデヴィでの活動で有名になり、Sätraなどの鉱泉を発見し、著作を残した。スウェーデン最初の化学者となり、鉱山学校の監督官になり、国王の資金で化学実験室が作られた。財力を蓄え、自らの実験室で薬剤を作った。化学や医学の成功の後、自然科学の著作を行った。有名な学者、エマヌエル・スヴェーデンボリとともに働いたが、後に激しく対立したことで知られる。
文学の分野ではスウェーデン語による劇 Rosimunda の創作をした。また魔女狩りが盛んだった時代に、魔女狩りをやめさせる努力をした人物である。